# Il est cinq heures, Paris s'éveille
Pour les articles homonymes, voir Il est cinq heures et Paris s'éveille.
Singles de Jacques Dutronc
La Publicité
(1967) Le Courrier du cœur
(1968)
Pistes de Il est cinq heures
Hippie hippie hourrah
(6) Les Métamorphoses
(8)
Il est cinq heures, Paris s'éveille est une chanson et le sixième EP de Jacques Dutronc, sorti en février 1968. La chanson apparaît aussi sur l'album Il est cinq heures auquel elle donne son titre.
Le titre s'est écoulé à plus de 100 000 exemplaires en France.

## Historique
Jacques Wolfsohn, du label Vogue, propose, après un repas avec Jacques Lanzmann et Jacques Dutronc, de faire une chanson sur le thème de « Paris le matin ». Lanzmann et Dutronc commencent à l'écrire le soir même et l'achèvent aux aurores. Anne Segalen, à l'époque épouse de Lanzmann, a également participé à la rédaction des paroles.
Les paroles sont inspirées de la chanson Tableau de Paris à cinq heures du matin écrite en 1802 par Marc-Antoine-Madeleine Désaugiers.
Le texte rappelle aussi un passage du Bachelier de Jules Vallès : « …des ouvriers vont et viennent avec un morceau de pain et leurs outils roulés dans leur blouse; quelques boutiques (…). Paris s'éveille. Paris s'est éveillé. »
L'enregistrement a lieu le 28 janvier 1968, avec Jean-Pierre Alarcen à la guitare,  Christian Padovan à la basse, et Lucien Bonetto aux percussions.
Durant l'enregistrement, ils ne sont pas satisfaits du résultat, trouvant les arrangements un peu plats. Jusqu'à ce que, à la demande du directeur artistique de Dutronc du studio Vogue, le flûtiste classique et improvisateur Roger Bourdin qui enregistre du Bach, dans le studio à côté du leur, improvise un solo de flûte en une seule prise de 10 minutes,  qui donnera la version finale de la chanson,.

## Construction
Le refrain est constitué de trois tétrasyllabes (« Il est cinq heures », « Paris s'éveille », et « Paris s'éveille ») formant un alexandrin ternaire.

## Récompenses
En janvier 1991, la chanson a été classée première par les quarante critiques que Le Nouvel Observateur avait rassemblés pour son numéro spécial « 40 ans de 45 tours de France », lequel a donné lieu sur Antenne 2 à une soirée télévisée présentée par Jean-Luc Delarue le 21 juin 1991 à l'occasion de la Fête de la musique.

## Disque
Le disque existe en deux éditions : une version « classique » et une version avec la mention « Guilde internationale du disque » en bas à gauche au verso de la pochette.

## Titres
(Comme mentionné au recto de la pochette du disque) 
- Fais pas ci, fais pas ça
- Il est cinq heures, Paris s'éveille
- Comment elles dorment
- L'Augmentation

### Face A
| No | Titre                               | Durée |
| -- | ----------------------------------- | ----- |
| 1. | Il est cinq heures, Paris s'éveille | 03:47 |
| 2. | L'Augmentation                      | 02:31 |

### Face B
| No | Titre                    | Durée |
| -- | ------------------------ | ----- |
| 1. | Comment elles dorment    | 03:09 |
| 2. | Fais pas ci, fais pas ça | 01:40 |

## Jukebox
- Il est cinq heures, Paris s'éveille
- Comment elles dorment

## Classements
| Classement (1968)                       | Meilleure place |
| --------------------------------------- | --------------- |
| France (IFOP)                           | 5               |
| Pays-Bas (Single Top 100)               | 3               |
| Belgique (Wallonie Ultratop 50 Singles) | 1               |

## Reprises
Une adaptation allemande, intitulée Berlin erwacht, a été publiée en 1969 par le chanteur de variétés Bob Telden. L'arrangement orchestral suit fidèlement l'original de Dutronc, solos de flûte compris, et les paroles sont une simple transcription au contexte berlinois du texte français.
Une version « révolutionnaire », écrite par Jacques Le Glou et chantée par Jacqueline Danno, est enregistrée en 1974 sur l'album Pour en finir avec le travail.
Le groupe Ange a inclus sur son album de reprises À propos de... (1982) une version révisée sur une rythmique rock.
En 1989, le groupe punk Les Rats reprend ce titre dans l'album C'est bien parti pour ne pas s'arranger.
An Pierlé a par ailleurs interprété une version enlevée de la chanson en 2002 dans son album Helium Sunset.
En septembre 2007, près de quarante années après sa création, la chanson a encore été reprise par Sylvie Vartan dans son album Nouvelle Vague.
Le groupe Opium du peuple reprend la chanson dans une version punk rock en 2015 dans leur album La Revanche des clones.

## Lieux de Paris cités
(dans l'ordre de la chanson)
- la place Dauphine
- la place Blanche
- le boulevard Montparnasse et l'ancienne gare Montparnasse, qui « n'est plus qu'une carcasse » car en cours de démolition (du 15 mars 1965 au 30 juillet 1969) et reconstruite à quelques centaines de mètres, pour faire place à la tour Montparnasse[17]
- les abattoirs de la Villette où « on tranche le lard »
- la tour Eiffel
- l'Arc de triomphe de l'Étoile
- l'obélisque, « dressé entre la nuit et la journée » symbolise une érection matinale[18].

## Dans la culture populaire
La chanson est utilisée dans le premier épisode de la série Master of None, en novembre 2015.
La chanson est utilisée dans la pub de Renault, en février 2019.
Les premiers mots de la chanson Oranges amères d'Enrico Macias (2003), « Il est quinze heures, Paris s'endort », sont probablement un clin d'œil à la chanson de Jacques Dutronc. Autre coup de chapeau, en forme d'hommage filial : « Il est cinq hors, Paris s'endort » dans J'aime plus Paris (2007), chanson de Thomas Dutronc, fils de Jacques.